# Nachi (wodospad)
Nachi (jap. 那智滝 Nachi-no-taki) − wodospad w prefekturze Wakayama w Japonii. Jest zaliczany do listy stu wodospadów Japonii. Często jest błędnie uważany za najwyższy japoński wodospad, pomimo że swoją wysokością (133 m) znacznie ustępuje wodospadowi Hannoki (497 m).

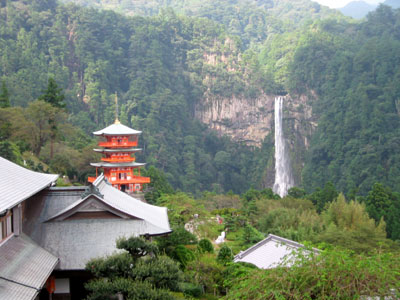
Świątynia Seiganto-ji i wodospad Nachi

Wodospad Nachi jest również określany jako Pierwszy Wodospad (jap. 一の滝 Ichi-no-taki), jest on bowiem pierwszym (i najwyższym) z 48 wodospadów na rzece Nachi. W pobliżu znajduje się świątynia Kumano Nachi-taisha.
Wodospad został wpisany w 2004 na listę światowego dziedzictwa UNESCO jako część obiektu Święte miejsca i drogi pielgrzymkowe w regionie gór Kii.